# Eria sessilifolia
Eria sessilifolia är en orkidéart som först beskrevs av J.Fraser, och fick sitt nu gällande namn av D.L.Roberts och Sayers. Eria sessilifolia ingår i släktet Eria och familjen orkidéer.
Artens utbredningsområde är Sulawesi. Inga underarter finns listade i Catalogue of Life.